# Ryan Kiera Armstrong
Ryan Kiera Armstrong (ur. 10 marca 2010 w Nowym Jorku) – amerykańska aktorka.

## Biografia
Jej rodzina pochodzi z Kanady. Jest córką Berty i Deana, dentystki i aktora, najmłodsza z pięciorga dzieci. Fascynuje się piłką nożną, pływaniem i rysowaniem. Obecnie mieszka w Los Angeles.
W 2022 roku została nominowana do Złotej Maliny za rolę w filmie Podpalaczka (ang. Firestarter), nominacja została jednak wycofana ze względu na wiek aktorki.

## Filmografia
| Rok       | Tytuł                                                   | Rola                 | Notatka                         |
| --------- | ------------------------------------------------------- | -------------------- | ------------------------------- |
| 2017-2019 | Ania, nie Anna                                          | Minnie May Barry     | serial telewizyjny, 16 odcinków |
| 2018      | Prawda o sprawie Harry'ego Queberta                     | młoda Nola Kellergan | serial telewizyjny, 2 odcinki   |
| 2018      | Benson                                                  | Violet               | krótkometrażówka                |
| 2019      | Athaliah                                                | Athaliah             | krótkometrażówka                |
| 2019      | Sztuka ścigania się w deszczu                           | młoda Zoe Swift      |                                 |
| 2019      | To – Rozdział 2                                         | Victoria Fuller      |                                 |
| 2019      | An Assortment of Christmas Tales in No Particular Order | Violet               |                                 |
| 2020      | The Glorias                                             | młoda Gloria         |                                 |
| 2020      | Wish Upon a Unicorn                                     | Mia Dindal           |                                 |
| 2021      | American Horror Story: Podwójny seans                   | Alma Gardner         | serial telewizyjny, 6 odcinków  |
| 2021      | Czarna Wdowa                                            | młoda Antonia        |                                 |
| 2021      | Wojna o jutro                                           | młoda Muri Forester  |                                 |
| 2021      | The One                                                 | Charlie              | krótkometrażówka                |
| 2022      | Podpalaczka                                             | Charlie Mcgee        |                                 |
| 2022      | Po prostu żyj                                           | młoda Bea            |                                 |
| 2023      | Stara szkoła                                            | Brooke               |                                 |
| 2024      | She Came Back                                           | Sophi Talbot         |                                 |
| 2024      | Gwiezdne wojny: Załoga rozbitków                        | Fern                 | serial telewizyjny, 4 odcinki   |